# شمس آباد (لارستان)
شمس آباد (بالفارسية: شمس‌آباد) (بالإنجليزية: Shamsabad)‏، قرية في ناحية جويم (بالفارسية: بخش جويم)، قسم هرم الريفي، مقاطعة لارستان، محافظة فارس، إيران. سُجلت في إحصاء عام 2006 ميلادية ولم تسجل أي معلومات عن عدد سكانها.